# 県主の一覧
県主の一覧（あがたぬしのいちらん）は県主の一覧である。

## 畿内

### 倭（大和）
- 菟田県主
- 春日県主
- 猛田県主
- 曾布県主
- 山辺県主
- 十市県主
- 高市県主
- 志貴県主
- 葛木県主

### 凡河内（河内・和泉・摂津）
- 三野県主
- 茅渟県主
- 猪名県主
- 志幾県主
- 河内県主
- 紺口県主
- 三嶋県主

### 山背（山城）
- 栗隈県主 - 宇治市大久保付近の地名が栗隈の名を含む。
- 鴨県主

## 東海道

### 伊勢（伊勢・伊賀）
- 佐那県造
- 度逢県造
- 川俣県造
- 壱志県造
- 飯高県造
- 阿野県造

### 尾張
- 邇波県主
- 中島県主
- 島田上県主
- 島田下県主

### 遠江
- 浜名県主

### 下総
- 印波県主

## 東山道

### 近江
- 犬上県主

### 美濃
- 美濃県主
- 鴨県主(美濃)
- 刀支県主

### 信濃
- 高井県主

### 陸奥
- 会津県主

## 北陸道

### 越（越前・越中・越後・加賀・能登・出羽）
- 三国県主

## 山陰道

### 丹波（丹波・丹後）
- 旦波県主

## 山陽道

### 吉備（備前・備中・備後・美作）
- 三野県主
- 苑県主
- 波区芸県主
- 上道県主
- 川島県主

### 周防
- 沙麼県主

## 南海道

### 讃岐
- 小屋県主

## 西海道

### 筑紫（筑前・筑後）
- 水沼県主
- 松浦県主
- 岡県主
- 伊都県主
- 八女県主
- 儺県主
- 山門県主
- 嶺県主
- 上妻県主

### 豊（豊前・豊後）
- 長峡県主
- 直入県主
- 上膳県主

### 肥（肥前・肥後）
- 閼宗県主
- 熊県主
- 八代県主
- 佐嘉県主
- 高来県主

### 日向（日向・大隅）
- 諸県主
- 子湯県主

### 薩摩
- 曾県主
- 加士伎県主

### 壱岐
- 壱岐県主

### 対馬
- 対馬県主